# Saint-Ex (film, 1996)
Pour les articles homonymes, voir Saint-Exupéry (homonymie).
Pour plus de détails, voir Fiche technique et Distribution.
Saint-Ex est un film britannique réalisé en 1996 par Anand Tucker, retraçant la vie d'Antoine de Saint-Exupéry en combinant des éléments de film biographique et de documentaire.

## Fiche technique
- Titre : Saint-Ex
- Langue originale : anglais
- Réalisation : Anand Tucker
  - Assistants réalisation : Ed Chalkey (1er), Milfid Ellis et Alex Panton (2es), Jamie King (3e)
- Scénario : Frank Cottrell Boyce
- Photographie : David Johnson
- Montage : Peter Webber
- Musique : Barrington Pheloung
- Direction artistique : Toby Billington, Tom Burton
- Décors : Jenny Dyer
- Costumes : Rachael Fleming
- Maquillage : Suzie Zamit
- Casting : Wendy Brazington, Serena Hill
- Production design : Alice Normington
- Direction de production : Julie Clark
- Production : Jake Lloyd, Mark Bentley (coproducteur), Anna Campeau (producteur associé), producteurs délégués : Roland Keating, Nicolas Kent, Andy Paterson
- Sociétés de production : BBC, Majestic Films International, The Oxford Film Company
- Société de distribution : Bonneville Worldwide Entertainment
- Pays d'origine :  Royaume-Uni
- Lieux de tournage : Buckinghamshire ; France ; Magic Eye Film Studios (Lydden Road, Wandsworth, Londres)
- Budget : 400 000 £[1]
- Format : couleurs et noir et blanc
- Genre : Film biographique
- Durée : 82 minutes
- Dates de sortie : 
  -  Royaume-Uni : 17 novembre 1996 (London Film Festival)
- Classé PG (Parental Guidance) par la MPAA aux États-Unis

## Distribution
- Bruno Ganz : Antoine de Saint-Exupéry
  - Joe Cottrell Boyce : Antoine de Saint-Exupéry jeune
- Miranda Richardson : Consuelo de Saint-Exupéry
- Janet McTeer : Geneviève de Ville-Franche
- Ken Stott : Jean Prévost
- Katrin Cartlidge : Gabrielle de Saint-Exupéry
  - Hannah Taylor-Gordon : Gabrielle de Saint-Exupéry jeune
- Brid Brennan : Simone de Saint-Exupéry
  - Lucy Abigail Kent : Simone de Saint-Exupéry jeune
- Eleanor Bron : Marie de Saint-Exupéry
- Karl Johnson (en) : Didier Daurat
- Daniel Craig : Henri Guillaumet
- Dominic Rowan : employé de l'Aéropostale
- Anna Calder-Marshall : la gouvernante Moisy
- Aidan Cottrell Boyce : François
- Nicholas Hewetson : pilote français
- Alex Kingston : invitée de la fête
- Ravi Sunnak : garçon arabe
- Rosalie Crutchley : tante
- Gregory Chapman, Cris De La Rue, Michael Grey, Danny Laufer, Lance Roberts, Martin Sims :  ingénieurs
- Nancy Wallinger, Ruby Hodgson : jeunes filles
- Alistair Fulton, Melvin Gibbons, Steven Noble, Sam Riley, Esme Young : invités de la fête

Dans leur propre rôle
- Curtis Cate : biographe d'Antoine de Saint-Exupéry
- Madeleine Coust : amie de Consuelo
- André de Fonscolombe : cousin d'Antoine de Saint-Exupéry
- Michel Gerez : ancien maire de Saint-Maurice-de-Rémens, où Antoine de Saint-Exupéry a passé une partie de son enfance
- Jules Roy : aviateur, biographe d'Antoine de Saint-Exupéry